# Гавдзинський Альбін Станіславович
Альбін Станіславович Гавдзинський (4 липня 1923, с. Бобрик Перший Одеської губернії — 12 травня 2014, Одеса) — український художник, пейзажист, майстер жанрового живопису і портрета.

## Біографія

### Ранні роки. Навчання. ІІ Світова.
Народився в Ясенівському районі Одещини в селі на березі мальовничої річки Кодима. За походженням поляк. Брат художника та інші родичі після Другої Світової війни переселилися до Польщі.
Навчався малюванню у міському Палаці піонерів та в Будинку народної творчості (викладач Ю. Р. Бершадський). Здібний художник отримав схвальні відгуки  відомих майстрів — Бершадського, Цейтлина, Тимофеєва.
У 1938 році став  лауреатом конкурсу журналу «Юний художник». 
У 1940 році Альбін Гавдзинський вступив до Одеського художнього училища ім.Грекова. 
У 1941 році закінчив перший курс, після чого пішов на війну, закінчивши Ростовську школу пілотів, а потім — Чернігівську авіаційну школу. До живопису повернувся в 1946 році.

### "Каховський" період.
Перші картини створив у 1949 році.
У 1950 році закінчив Одеське художнє училище (клас М. Павлюка, викладачі - М. Муцельмахер, Д. Крайнєв) і, як найкращий випускник, був рекомендований до Ризької академії мистецтв. Але він вирішив поїхати на будівництво Каховської ГЕС, де створив цикл творів про спорудження гідростанції. «Місто будується», «Тут буде Каховська ГЕС», «Відродження головного котловану від весняного паводка», «Будівництво шлюзу Каховської ГЕС» — це тільки частина живописних полотен про велику новобудову, стверджує Ігор Шаров. Гавдзинський не був простим фіксатором побаченого, а намагався опоетизувати будні будови — відгукується про доробок майстра А. Н. Шистер [Архівовано 27 серпня 2017 у Wayback Machine.]. — У кожному мотиві, навіть на невеличкому етюді відчувається могутнє дихання дійсності. Його праці проникнуті натхненним почуттям художника і забарвлені радісним сприйняттям буття. У них віддзеркалилась і сама натура, характер мислення молодого живописця, його оптимізм і доброта, любов до людей праці. Художник писав природу, пейзажі, його пензель опоетизував частку історії країни, що живе і переплітається із сьогоденням.
Саме Ґавдзінський відтворив на своїх картинах знищення радянським будівництвом Великого Лугу - духовної столиці Запорізької Січі.
В 1951 році відбувся його дебют на Всесоюзній виставці (картина «Початок великого будівництва»).
У 1953 році відбулась перша персональна виставка в Одеському художньому музеї.
У 1961 році Ґавдзінський визнаний почесним громадянином міста Нова Каховка. Всі написані полотна (237 робіт) художник подарував місту і вони стали основою експозиції нової картинної галереї.
Загалом пробув на будівництві 6 років - від початку будівництва до пуску агрегатів, періодично виїзжаючи до Одеси. 

### Зрілі роки
В 60-ті роки писав картини на замовлення Худфонду у дусі соцреалізму, їх місцезнаходження не відоме.
З 1976 року — заслужений художник УРСР, з 2003 — народний художник України.
У 2003 році Новокаховскій галереї присвоєно ім'я А. С. Ґавдзінського. 
У 2011 році А. С. Гавдзинський був нагороджений державною нагородою Президента України — ювілейною медаллю «20 років Незалежності України».
28 лютого 2012 р. Розпорядженням Одеського міського голови № 142 / К-01 р від 27.02.2012 за багаторічну плідну творчу працю та значний особистий внесок у розвиток вітчизняного образотворчого мистецтва нагороджений Почесною відзнакою Одеського міського голови «Знак пошани».
Протягом 20 років був членом правління Одеського відділення СХУ.
Ґавдзінський працював в жанрі натюрморту, пейзажу, сюжетної композиції. Є портрети, зокрема портрет О. Довженка знаходився в експозиції краєзнавчого музею в Новій Каховці.Ним створена низка полотен з видами Одеси, морські пейзажі, замальовки Криму, є й анімалістичні картини. Роботи художника відрізняються яскравим південним колоритом, передають дух часу.
Помер художник 12 травня 2014 року на 91му році життя.

### Основні твори
«Каховський порт. Початок великого будівництва» (1951), «Будівництво шлюзу Каховської ГЕС» (1953), «Буксир» (1968), «Лицарі праці» (1968),  «Одеса. Потьомкінські сходи» (1969), «Мрійники», «Березень» (1971), «Одеса. Вулиця Пушкінська» (1972), «Седнів» (1975), «Одеса. Провулок Ляпунова» (1978), «Біля пам’ятника Б. Хмельницькому» (1979), «Київ. Хрещатик» (1981), «Одеса. Оперний театр» (1985), «Полудень» (1986), «Хірург Ю. Мозговий» (1990), «Гурзуф» (1991), «Ніаґарський водоспад», «Сільські трудівниці» (1993), «На відпочинку» (1994), «Березень» (2000), «Одеса. Вулиця Дерибасівська» (2001), «Штормить» (2002), «Відпочинок біля моря», «Лермонтовський санаторій» (2003), «Стежка», «Парк Т. Шевченка» (2004).

### Погляди
За спогадами рідних, про пейзаж, на якому було зображено пляж у Новій Каховці, художник казав, що він у крові, натякаючи на велику кількість смертей серед ув'язнених, працею яких будувалася ГЕС.
За рік до смерті в інтерв'ю зазначив
|  | До природи ставлення було варварське. Всюди був порушений нормальний обіг життя тварин, птаства, риби... Ніхто на це не зважав, все йшло до однієї мети – будівництва греблі |

## Пам'ять
Іменем Альбіна  Ґавдзінського названа художня галерея у м.Нова Каховка, фундатором якої він фактично був.
Твори Альбіна Ґавдзінського знаходились в  музеях різних міст -  Києва (в Національному музеї Т. Шевченка), Одеси (Одеський Художній музей), Москви (ДТГ), Санкт-Петербурга, Миколаєва, Херсона, Львова, Севастополя, Алупки, Нової Каховки, а також в приватних колекціях в різних країнах світу.
У 2018 році до 95-річчя художника в Одесі пройшла виставка Магічний Альбін Гавдзинський.
До 100 - річчя художника планувалося зробити каталог його робіт "каховського" періоду, провести виставку в тому числі й з полотнами, які зберігалися в музеї в Новій Каховці. Для цього у 2016 році одеський фотограф Олег Куцький сфотографував усю колекцію творів Альбіна Гавдзинського, які знаходились в музеї. 
У 2022 році російські окупанти викрали та вивезли у невідомому напрямку усі картини художника з музею його імені у Новій Каховці.

## Родина
Донька - Олена  Ґавдзінська, художниця
Онука - Лінда Стоянова, мистецтвознавець, директор галереї «Дім художників»

## Виставки
Персональні:
Одеса - 1960, 1973, 1998, 2002-2003, 2014
Херсон - 1961
Нова Каховка - 1961, 2003 
Іллічівськ (Чорноморськ)  - 1986 
Клайберг (Канада) -  1993 
Лондон - 1999.  